# Szivler József
Szivler József, névváltozat: Szívler József (Alsózsid, 1923. március 10. – Pécs, 1995. május 30.) magyar színész, rendező, a Pécsi Nemzeti Színház örökös tagja.

## Életpályája
1923. március 10-én született Alsózsidon, mely ma Várvölgy része. 1957-ben kapott rendezői diplomát a Színház- és Filmművészeti Főiskolán. Pályáját a Miskolci Nemzeti Színházban kezdte. 1958-tól a Pécsi Nemzeti Színházhoz szerződött, itt már leginkább színészként láthatták a nézők, de természetesen rendezéssel is foglalkozott. A társulat örökös tagjai közé is beválasztották.

## Színházi szerepeiből
- Vörösmarty Mihály: Csongor és Tünde... Balga
- Fazekas Mihály: Ludas Matyi... Döbrögi
- Molnár Ferenc: Doktor úr... Cseresznyés
- Hunyady Sándor: A három sárkány... Borza
- Tamási Áron: Búbos vitéz... Hujki, kiskirály
- Nyikolaj Vasziljevics Gogol: Háztűznéző... Sztyepan, Podkoljoszin szolgája
- Ivan Szergejevics Turgenyev: Apák és fiúk... Főlakáj
- William Shakespeare: Antonius és Kleopátra... Öreg katona, Antonius híve
- William Shakespeare: Szeget szeggel... Bíró
- William Shakespeare: Szentivánéji álom... Balthasar
- William Shakespeare: III. Richárd... Első polgár
- Anton Pavlovics Csehov: Három nővér... Ferapont
- George Bernard Shaw: Tanner John házassága... Mendoza
- George Bernard Shaw: Az ördög cimborája... Dudgeon Vilmos
- Alexandre Dumas: A három testőr... Porthos
- Ken Kesey – Dale Wasserman: Kakukkfészek... Matterson
- Kálmán Imre: A montmartre-i ibolya... Durand
- Lehár Ferenc: A víg özvegy... Kromov, tanácsos
- Karol Wojtyła: A Mi Urunk festője... Öregember
- Forgách András: Vitellius... Borbély
- Tabi László: Fel a kezekkel (Csikágói lány)... Reginald

## Rendezéseiből
- Carlo Goldoni: Két úr szolgája
- Molière: Dandin György avagy A megcsúfolt férj
- Örsi Ferenc: Kilóg a lóláb
- Victorien Sardou: A szókimondó asszonyság
- Gyárfás Miklós: Férfiaknak tilos
- Gyárfás Miklós: Egérút
- Fejér István: Bekötött szemmel
- Jókai Mór: Az aranyember
- Aristide-Christian Charpentier: A múló idők hegedűje

## Filmek, TV
- Így volt rendelve
- Anyám könnyű álmot ígér (1979)
- Vérszerződés (1983)... Rudi bácsi
- Szerelem második vérig (1988)
- Kisváros (sorozat)

- A füttyvadász című rész (1995)